# Gymnastikos Syllogos Larissas BC
Il Gymnastikos Syllogos Larissas B.C., conosciuto in precedenza anche come G.S. Larissa-Faros  è una società cestistica avente sede a Larissa, in Grecia. Nel 2017 dalla fusione con il Faros ha assunto la denominazione di Gymnastikos Syllogos Larissa-Faros, giocando nel campionato greco.